# Rhinanthus pubescens
Rhinanthus pubescens är en snyltrotsväxtart som först beskrevs av Jakob von Sterneck, och fick sitt nu gällande namn av Pierre Edmond Boissier, Theodor Heinrich von Heldreich, Soó. Rhinanthus pubescens ingår i släktet skallror, och familjen snyltrotsväxter. Inga underarter finns listade i Catalogue of Life.